# Войводово (Хасковская область)
Войводово (болг. Войводово) — село в Болгарии. Находится в Хасковской области, входит в общину Хасково. Население составляет 1 158 человек.

## Политическая ситуация
В местном кметстве Войводово, в состав которого входит Войводово, должность кмета (старосты) исполняет Димчо Несторов Попов («Болгары Хасково») по результатам выборов.
Кмет (мэр) общины Хасково — Георги Иванов Иванов (коалиция партий: партия «Родина», демократический союз «Радикалы») по результатам выборов.